# Клюквин, Иван Фёдорович
Иван Фёдорович Клюквин (24 ноября 1896 — 13 октября 1972) — советский государственный, партийный, комсомольский, профсоюзный и хозяйственный деятель, председатель Калужского горисполкома (1925—1927).
Родился в д. Уткино, ныне Дзержинского района Калужской области в многодетной семье рабочего-железнодорожника.
Окончил в Калуге железнодорожное ремесленное училище (1910) и поступил в Калужские Главные железнодорожные мастерские учеником токаря, затем работал токарем.
В 1915 году призван в армию и зачислен в железнодорожный батальон, вскоре как специалист-токарь был направлен в железнодорожные мастерские.
Во время февральской революции был избран в цеховой комитет рабочих, в мае 1917 г. организовал и возглавил «Кружок рабочей молодежи железнодорожных мастерских». Там в сентябре была создана инициативная группа для организации городского Союза рабочей молодежи, которая подготовила воззвание и проект Устава. 19 ноября 1917 года на городском собрании были приняты Устав и Программа, избран комитет под председательством Клюквина. Позже Калужский Союз рабочей молодежи получил название «Имени III Интернационала».
В начале декабря 1917 года Клюквин был избран делегатом на Московскую областную конференцию союзов молодежи и вступил в красногвардейский отряд рабочей молодежи.
С того же времени являлся общественным обвинителем Губернского Революционного трибунала.
4 августа 1918 года вступил в РКП(б). В декабре участвовал в работе I Всероссийского съезда Союза молодежи, который положил начало Российскому Союзу молодежи. 5 декабря 1918 года на состоявшемся в Калуге I губернском съезде РСМ избран председателем губкома РКСМ.
В 1920—1921 гг. секретарь Дорожного комитета профсоюза железнодорожников Сызранно — Вяземской железной дороги.
С 1921 по 1925 г. — секретарь, а затем председатель Калужского губернского Совета профсоюзов. С 1924 г. член бюро Губкома и Президиума Губисполкома, а также член бюро 1-го и 2-го райкомов г. Калуги.
С 1925 по 1927 г. — председатель Калужского горисполкома.
В 1928 году направлен на учёбу в Ленинградский политехнический институт, после окончания которого (1932) работал в Подольске инженером.
В последующем переведён в Москву на завод «Динамо» на должность начальника цеха. С мая 1938 года в аппарате наркомата машиностроения.
В годы Великой Отечественной войны — директор Пензенского литейно-механического завода № 821. После войны в командировке в Германии, занимался организацией демонтажа и вывоза в СССР станков и другого промышленного оборудования.
В 1950—1959 гг. — секретарь партбюро Центрального института научно-технический информации.
Избирался делегатом 7-го Всероссийского съезда Советов, 4-6 Всероссийских съездов профсоюзов.
Награждён медалями: «За оборону Москвы», «За доблестный труд в Великой Отечественной войне 1941—1945 гг.». Почётный гражданин города Калуги (25.10.1968).
Умер в Москве 13.10.1972.
24 апреля 1989 г. Калужский облисполком, учитывая пожелания общественности и ходатайства городского и Октябрьского районного Советов народных депутатов принял решение о переименовании Транспортного переулка в улицу Клюквина.